# Verrerie de Sambreton
La verrerie de Landrecies est autorisée par ordonnance royale du 7 mai 1825 au sieur Durant.
L'autorisation porte pour une verrerie à bouteilles à Landrecies dans le département du Nord; hors des murs et du rayon militaire. La verrerie ne pourra consommer que de la houille et devra être composée de un ou deux fours de fusion renfermant chacun six creusets ou pots de cent vingt litres de capacités et de deux fours de recuisson
La verrerie s'installe donc au hameau de Sambreton au sud de la citadelle de Landrecies.

## Verrerie Bertrand et Pivon Bailla

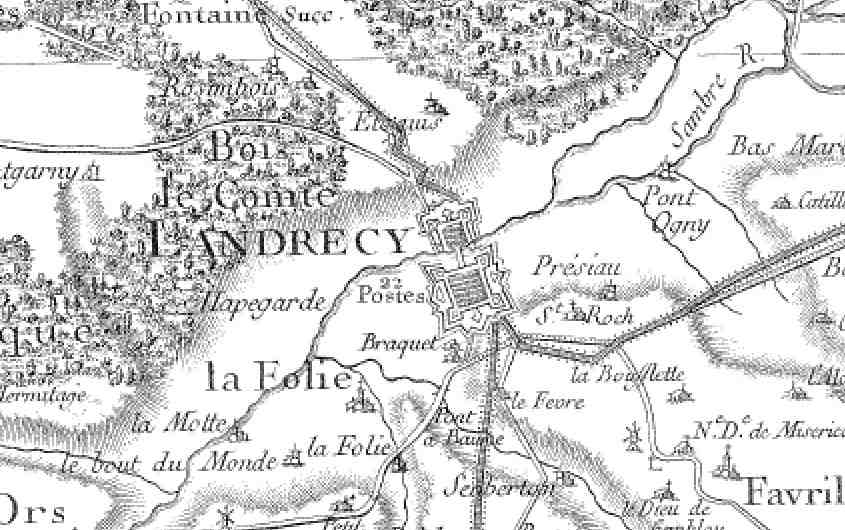
Landrecies -carte de Cassini

L'annuaire de Sébastien Bottin de 1853 relève une verrerie Bertrand  et Pivon-Pailla à Landrecies dont la localisation reste inconnue . La fabrication de bouteilles y dura au moins jusqu’en 1855. 

## 1861: l' Affaire Monnoyer
Le 19 mai 1861 est jugé une tentative empoissonnement du 3 janvier à la verrerie de Sambreton d'un contremaître Monnoyer sur un de ses subordonnés Florent Depasse ; ouvrier potier. En mangeant ses tartines il fut pris de violentes douleurs à l'estomac. Sur le beurre des tartines une poudre blanche parsemée points rouge-brun a été retrouvée. Il s'agissait d'une pâte phosphorée provenant d'allumettes. Le gérant de la verrerie était Auguste Soupart et le contremaitre avait quelques soucis de production; des pots qui éclataient, de mauvaise formulation du verre. Mais à l'audition des différents témoignages au nombre de 23 la preuve les faits à charge du contremaître ne sont pas établis, un conflit entre le gérant et son contremaître est révélé. Monnoyer est donc acquitté.

## Verrerie Larose
Comme dans toutes les verreries de la région les enfants y sont maltraités. Parfois un inspecteur se présentait, alors les enfants devaient se cacher dans les caves. Au début du XXe siècle, la verrerie de Landrecies comptait 30 à 40 enfants pour 120 ouvriers.